# Понтске планине
40° 30′ 00″ N 40° 30′ 00″ E / 40.50000° С; 40.50000° И
Понтске планине (тур. Kuzey Anadolu Dağları — ’Северноанадолске планине’) су планински ланац у северозападном делу Турске. Протежу се дуж црноморске обале дужином од око 1.000 km између ушћа река Јешиљирмак на западу и Чорох на истоку (ушће код Батумија у Грузији), максималне ширине до 130 km.
Име им потиче од грчког имена за Црно море — Понтос (грч. Πόντος [Póntos]). Израз Пархар потиче од хетитске речи која значи ’висок’ или ’врх’. На старом грчком, планине су се звале „Парјадрес” или „планине Парихедри”.
Састављене су од неколико паралелних планинских ланаца међусобно раздвојених уздужним долинама и клисурама. Реком Кизил Ирмак подељене су на два дела: нижи западни (дужине око 500 km, висине до 2.600 m) и виши источни део. Надморска висина расте од запада (2.000—2.500 m) ка истоку до максималних 3.931 метар на највишем врху Качкар Даги. Западни делови изграђени су од пешчара, андезита, кречњака и метаморфних стена, док на истоку доминирају гранити, гнајсеви, шкриљци и вулканске стене. На северу стрмо се спуштају ка морској обали остављајући уску приморску низију ширине свега 5—10 km. Приобалне равнице су нешто шире једино уз ушћа река Кизил Ирмак, Јешил Ирмак и Сакарија (60—70 km). Ка југу и југозападу постепено се спуштају ка нижим деловима Јерменске и Анадолске висоравни.
Рудно богатство огледа се у залихама бакра и полиметаличних руда у Мургулском басену на истоку, те лежиштима каменог угља у западном делу.
Северни обронци су знатно влажнији од јужних са око 2.000—3.000 mm годишње падавина, обрасли су листопадним шумама храста, букве и граба које постепено смењују мешовите, а потом и четинарске шуме и планинске ливаде. У западним деловима доминира вегетација макије. Јужне падине су знатно аридније и у нижим деловима обрасле трновитим жбуњем, које постепено прелази у мешовите шуме у вишим деловима планине. Равнице у подножју и котлине су густо насељене и у потпуности култивисане.

## Географија
Распон се простире отприлике у правцу исток-запад, паралелно и близу јужне обале Црног мора. Протеже се на североисток у Грузију, а на запад у Мраморно море, са северозападним огранцима планине Куре (и њиховим западним продужетком планине Ачакока) и планинама Болу, које прате обалу. Највиши врх у опсегу је Качкар Даги, који се уздиже на 3.937 m (12.917 ft). Северноанадолски расед и Североисточни анадолски расед, који су раседи у правцу исток-запад, протежу се дуж ланца.

## Екологија
Планине су углавном прекривене густим шумама, претежно четинарима.
Четинарске и листопадне шуме северне Анатолије су екорегион који покрива већи део ланца, док се мешовите шуме Кавказа простиру преко крајњег источног краја ланца, познатог као планине Качкар. Уска обална трака између планина и Црног мора, позната као Понт, дом је Еуксинско-колхијских широколисних шума, које садрже неке од ретких кишних шума умереног подручја на свету.
Регион је дом евроазијских дивљих животиња као што су евроазијски кобац, сури орао, источни царски орао, мали пегави орао, кавкаски тетреб, црвенопрса зеба и црвенокрили литичар.
Зимски услови су веома оштри, а снег чак и у летњим месецима није необичан изнад одређених надморских висина.
Анадолска висораван, која се налази јужно од ланца, има знатно сувљу и континенталнију климу од влажне и благе обалске, захваљујући ефекту кишне сенке у планинама.